# El Ghabra
El Ghabra (en arabe : الغبره) est une commune urbaine du sud de la Mauritanie, située dans le département de Barkewol de la région d'Assaba.

## Géographie
La commune de El Ghabra est située à l'ouest dans la région d'Assaba et elle s'étend sur 559 km2.
Elle est délimitée au nord par les communes de R'Dheidhi et de Boulahrath, à l’est par les communes de Barkewol et de Daghveg, au sud par les communes de Lahrach et de Chelkhet Tiyab, à l'ouest par la commune de Melzem Teichet.

## Histoire
El Ghabra a été érigée en commune par l'ordonnance du 20 octobre 1987 instituant les communes de Mauritanie.

## Démographie
Lors du Recensement général de la population et de l'habitat (RGPH) de 2000, El Ghabra comptait 12 763 habitants.
Lors du RGPH de 2013, la commune en comptait 15 480, soit une croissance annuelle de 1,6 % sur 13 ans.
C'est la commune la plus peuplée du département et la deuxième en termes de densité derrière Barkewol.

## Économie
L'agriculture est au centre de l'économie d'El Ghabra, comme quasiment toutes les communes de la région. Mais cette économie est fragile car elle rencontre des obstacles à son développement, notamment les conditions climatiques ou le manque de moyens des agriculteurs. Pour faire face à ces obstacles, l'état ou différentes ONG financent des projets qui améliorent les conditions de vie des habitants.

## Santé et éducation
La commune possède un collège qui permet aux élèves d'El Ghabra et des communes environnantes d'accéder à un niveau d'étude correct. Ce collège, inauguré en 2018, a été construit dans le cadre de programmes sociaux destinés à l'amélioration des services de base des populations vulnérables.
El Ghabra possède également un centre de santé équipé inauguré en 2016.